# Halammohydra adherens
Halammohydra adherens is een hydroïdpoliep uit de familie Halammohydridae. De poliep komt uit het geslacht Halammohydra. Halammohydra adherens werd in 1958 voor het eerst wetenschappelijk beschreven door Swedmark & Teissier. 